# Frente Nacional Democrática de Bodoland

Bandeira da Frente Nacional Democrática de Bodoland.

A Frente Nacional Democrática de Bodoland (em inglês:  National Democratic Front of Bodoland, NDFB) foi uma organização separatista armada que buscava obter uma Bodoland soberana para o povo bodo. Foi designada como organização terrorista pelo Governo da Índia.
O grupo assinou um tratado de paz com o governo em 2020 e se desfez.

## Objetivos
As principais queixas do grupo são o subdesenvolvimento da região e o fluxo de imigrantes. Seu objetivo é resolver essas questões separando-se da Índia e estabelecendo uma Bodoland soberana. A constituição da organização, adotada em 10 de março de 1998, enumera seus objetivos da seguinte forma:
- Libertar Bodoland do expansionismo e da ocupação indiana;
- Libertar a nação bodo da exploração, opressão e dominação colonialista;
- Estabelecer uma Sociedade Socialista Democrática para promover a Liberdade, Igualdade e Fraternidade; e
- Defender a integridade e a soberania de Bodoland.

A promoção da escrita romana para a língua bodo também é um objetivo significativo do grupo, que é contra o uso da escrita Devanagari para a língua. 